# Neue Grafik
Neue Grafik (eigentlich Fred N’thepe,* um 1990 in Paris) ist ein französischer Musiker (Keyboard, Komposition), House-DJ und Musikproduzent.

## Leben und Wirken
N’thepe wuchs in Paris auf und hatte dort auch Musikunterricht. Nachdem er davor Musik der 1990er-Jahre des New Yorker Hip-Hop gehört hatte, entdeckte er mit 15 Jahren die Musik von Charlie Parker und Miles Davis. In Paris etablierte er sich als House-Produzent und erhielt Empfehlungen von Beat X Changers und Wolf Music und Rhythm Section. Er zog dann nach Südlondon, um näher an der Jazzszene der Stadt zu sein; anschließend studierte er Jazz an der Bill Evans Academy in Paris. Ab den frühen 2010er-Jahren legte er unter dem Pseudonym Neue Grafik eine Reihe von Singles und EPs vor; 2017 erschien die EP Soul Conspiracy. Sein Album Foulden Road (2019) verbindet nach Ansicht von Bandcamp Daily „den funkelnden Sound des Piano Jazz mit dem tanzgetriebenen Sound des Late-Night-London“.